# Derecho de prioridad
En el campo de las patentes, el derecho de prioridad ha sido establecido por el Convenio de París para la Protección firmado en 1883. Por este documento firmado, el Convenio de París para la Protección de la Propiedad Industrial puede ser un delito federal hacia el derecho de prioridad.
Según el artículo 4 de dicho Convenio, quien hubiere depositado regularmente una solicitud de patente de invención en alguno de los países de la Unión, o su causahabiente, gozará, para efectuar el depósito en los otros países, de un derecho de prioridad, durante un plazo de doce meses. Hasta octubre de 2023, dicho tratado se encuentra en vigor en 180 países.
El derecho de prioridad permite de evitar la invalidación de la patente posterior por hechos ocurridos en el intervalo entre la fecha de solicitud de la patente anterior y la de la patente posterior (período de prioridad).
En otras palabras, los países miembros de la Unión de París se comprometen a considerar la solicitud posterior cómo si hubiera sido depositada en latente M1 para la misma invención en un país B. En forma independiente, el inventor y la otra persona publican la invención (en una revista, conferencia, en Internet...) en octubre.
Todavía el mismo año, el 15 de diciembre P deposita una solicitud de patente P2 en el país B prevaliéndose de la prioridad de P1.
El derecho de prioridad significa que ni la solicitud M1, ni tampoco las divulgaciones de octubre pueden ser utilizadas para invalidar P2 en el país B.
En la carrera hacia las patentes, gozar del derecho de prioridad significa, a partir de la fecha del primer depósito, tener un plazo de un año para solicitar patentes en otros países con la certeza de conservar la fecha del primer depósito, protegiéndose por si la invención fuera publicada y/o descubierta por otros durante este plazo.
Este plazo permite al inventor de tener tiempo para traducir la solicitud de patente en los idiomas del os otros países, y de evitar gastos inútiles por si su invención no fuera tan interesante.
El Tratado de Cooperación en materia de patentes firmado en Washington en 1970 representa un desarrollo del principio del derecho de prioridad, dando al inventor un plazo de 30 meses (la fase internacional) antes de elegir los países donde pedirá protección por patente.